# Atousa Pourkashiyan
Atousa Pourkashiyan (persisch آتوسا پورکاشیان; geboren am 16. Mai 1988 in Teheran) ist eine iranische Schachspielerin und mehrfache iranische Landesmeisterin der Frauen. Pourkashiyan hat neben der iranischen Staatsbürgerschaft auch die der Vereinigten Staaten und wechselte 2022 zum US-amerikanischen Schachverband. Sie ist verheiratet mit dem amerikanischen Großmeister Hikaru Nakamura.

## Erfolge
Sie gewann die Weltmeisterschaft der Mädchen U-12 im Jahr 2000 in Oropesa del Mar.
Sie wurde 2009 zur Großmeisterin der Frauen ernannt, die erforderlichen Normen erfüllte sie im August 2006 beim Abu Dhabi Master und im November 2008 bei der Schacholympiade der Frauen in Dresden. 2010 wurde sie Asienmeisterin der Frauen. Pourkashiyan nahm an vier Weltmeisterschaften der Frauen teil (2006, 2008, 2012 und 2017), schied aber bei allen Teilnahmen in der ersten Runde aus.

## Mannschaftsschach
Pourkashiyan spielte in der iranischen Frauenmannschaft erstmals bei der Schacholympiade 2000, seitdem hat sie bis 2016 an allen neun Schacholympiaden der Frauen teilgenommen. Außerdem vertrat sie den Iran bei den asiatischen Mannschaftsmeisterschaften der Frauen 2003, 2005, 2008, 2009, 2012, 2014 und 2016, dabei erreichte sie mit der Mannschaft 2009 und 2014 den dritten Platz, während sie in der Einzelwertung 2009 das zweitbeste Ergebnis am Spitzenbrett, 2005 das drittbeste Ergebnis am zweiten Brett sowie 2008 und 2014 jeweils das drittbeste Ergebnis am ersten Brett erzielte. Bei den Asienspielen 2006 gewann sie mit der iranischen Mannschaft die Bronzemedaille.
In der deutschen Frauen-Bundesliga spielte Pourkashiyan in der Saison 2010/11 und erneut in den Saisons 2015/16 und 2016/17 für den Hamburger SK.